# Recensământul Statelor Unite ale Americii din 1850
Recensământul Statelor Unite ale Americii din 1850 (engleză United States Census, 1850, conform originalului The United States Census of 1850) a fost cel de-al șaptelea din recensămintele efectuate o dată la zece ani în Statele Unite ale Americii, fiind al șaptelea dintr-o serie ce cuprinde azi 23 de calculări ale populației Uniunii.  A fost încheiat la 1 iunie 1850. 
Această enumerare a determinat că populația Statelor Unite ale Americii era de 23.191.876, o creștere de 35,9% față de 17.069.453 persoane față de recensământul din 1840. 
Acesta a fost primul recensământ în care a existat o încercare deliberată de a culege informații despre fiecare membru al familiei, incluzând femei, copii și sclavi.  Înainte de 1850, toate înregistrările recensămintelor anterioare contau date referindu-se doar la capul familiei, având vagi informații despre ceilalți membri, așa cum ar fi "trei copii sub cinci ani, o femeie între 30 și 35 de ani, ... ."
Hinton Rowan Helper a utilizat masiv rezultatele acestui recensământ în cartea sa faimoasă The Impending Crisis of the South, în română, Criza inerentă a Sudului. 

## Componența Statelor Unite ale Americii în 1850

Animaţie prezentând ordinea intrării statelor în Uniune (1776 - 1959)

În 1850, la data încheierii recensământului, Statele Unite aveau 30 de state, Uniunea fiind constituită din cele 26 state care constituiseră Uniunea în 1840, anul celui de-al șaselea recensământ, la care s-au adăugat patru noi entități componente, devenite state ale Statelor Unite în deceniul 1841 - 1850: 
- 27. Florida, la 3 martie 1845
- 28. Texas, la 29 decembrie 1845
- 29. Iowa, la 28 decembrie 1846
- 30. Wisconsin, la 28 mai 1848

Este de remarcat că deși devenit stat al SUA după terminarea efectivă a recensământului statul 
- 31. California, la 9 septembrie 1850

a contat în datele finale. 